# Adelheid von Schwaben
Adelheid von Schwaben, auch Adelheid von Rheinfelden, eigentlich Adelheid von Ungarn (* vor 1077; † Mai 1090) war Königin von Ungarn.
Adelheid von Schwaben wurde als Tochter des deutschen Gegenkönigs und Herzogs von Schwaben, Rudolf von Rheinfelden, und seiner zweiten Frau Adelheid von Turin geboren. Im Jahre 1077 heiratete sie den ungarischen König Ladislaus I., den Heiligen, aus dem Haus der Arpaden, der im selben Jahr zum König gekrönt wurde. Aus der Ehe gingen zwei Töchter hervor; sie blieb jedoch ohne männlichen Erben. Die ältere Tochter war Piroska von Ungarn. Diese heiratete den byzantinischen Kaiser Manuel I. Die jüngere wurde mit Wladimir II. Monomach verheiratet, um die Beziehungen zu Kiew zu verbessern. Ihr Mann überlebte sie um fünf Jahre, ohne ein weiteres Mal zu heiraten. Sein Nachfolger wurde Koloman, der Sohn seines älteren Bruders und Vorgängers Géza I. Von ihrem Schwager Géza I. (Ceysa) soll Adelheid gemäß der Überlieferung (Libri Constructionum des Klosters St. Blasien) eine Kreuzpartikel erhalten haben, die sie ans Kloster St. Blasien übergab (Adelheid-Kreuz). Demnach war es auch ihr Wunsch, in diesem von ihr und ihrer Familie geförderten Kloster bestattet zu werden, was nach Forschungen zur Quellenlage nach Martin Gerbert auch der Fall ist. Sie war die Schwester des Herzogs Berthold von Rheinfelden. Ihre Mutter und ein weiterer Bruder, Otto von Rheinfelden, sollen ebenfalls dort bestattet worden sein.